# Dancing on the Edge
Dancing on the Edge is een Britse dramaserie van vijf afleveringen oorspronkelijk uitgezonden door BBC Two. Het verhaal volgt een zwarte jazzband in Londen in een periode van grote veranderingen. Dancing on the Edge werd genomineerd voor de Golden Globes voor beste miniserie, beste hoofdrolspeler in een miniserie (Chiwetel Ejiofor) en beste bijrolspeelster in een miniserie (Jacqueline Bisset), waarbij Bisset de prijs daadwerkelijk won. Daarnaast waren er nominaties voor Satellite Awards voor beste miniserie, beste hoofdrolspeler in een miniserie (Ejifor) en nogmaals beste hoofdrolspeler in een miniserie (Matthew Goode).

## Verhaallijn
Dancing on the Edge is gesitueerd in het begin van de dertiger jaren in Groot-Brittannië. Het verhaal geeft een beeld van de gebeurtenissen gedurende de eerste jaren (1931-1933) van dit veelbewogen decennium door de ervaringen te volgen van een fictieve jazzband, die onder leiding staat van pianist Louis Lester (gespeeld door Chiwetel Ejiofor). De band wordt gevraagd om te spelen in chique hotels en clubs voor een high society publiek, maar vanwege hun ras moeten de bandleden deze locaties wel door de achterdeur binnenkomen en verlaten.

## Rolverdeling
- Chiwetel Ejiofor - Louis Lester (leider van de Louis Lester Band)
- Matthew Goode - Stanley Mitchell (redacteur van Music Express magazine)
- Joanna Vanderham - Pamela Luscombe
- John Goodman - Masterson
- Angel Coulby - Jessie
- Tom Hughes - Julian Luscombe
- Janet Montgomery - Sarah
- Anthony Head - Donaldson
- Jacqueline Bisset - Lady Lavinia Cremone

## Afleveringen
| # | Eerste uitzending | Toelichting |
| - | ----------------- | --- |
| 1 | 4 februari 2013   | Stanley raakt bevriend met de Louis Lester Band na hun optreden in een tweederangs jazzclub en helpt hen aan een optreden in het Imperial Hotel. Louis Lester raakt bevriend met Sarah, een jonge fotograaf. De feestgangers kijken met verbazing als prins George, de hertog van Kent, flirt met de zangeressen Jessie en Carla, en zelfs op de drums meespeelt met de band. Nadat de band een week heeft verzuimd zich te registreren bij de Alien Registration Office dreigt uitzetting. Stanley redt de situatie op het nippertje. De rijke zakenman Masterson nodigt de band uit voor een treinreis en Pamela en Stanley zetten hun flirt voort en beginnen een hartstochtelijke affaire. Wesley, de bandmanager, wordt een storende factor als hij ruzie maakt over de contracten. De hotelleiding is niet van hem onder de indruk en juist als Louis een speciaal concert voor de Prince of Wales verzorgt, wordt Wesley het land uitgezet. |
| 2 | 5 februari 2013   | De band heeft het nog steeds niet helemaal gemaakt en is genoodzaakt de muziek te verzorgen bij kinderfeestjes in de Imperial Ballroom. Louis raakt gefrustreerd, maar ze maken kennis met rijke en excentrieke Lady Lavinia Cremone, die misschien kan helpen om hun kansen te doen keren. Ze regelt een speciaal optreden voor prins George en nodigt een producent van de BBC en een manager van een platenmaatschappij uit om te komen luisteren. Julian wordt verliefd op zangeres Jessie en neemt haar mee uit voor een ritje in een gloednieuwe auto. De band wordt uitgenodigd om te komen spelen voor de Prins van Wales op een diner van de Royal Air Force. Jessie houdt zich ziek als Julian belooft haar te introduceren bij een filmproducent uit Hollywood. |
| 3 | 11 februari 2013  | De band en hun vrienden zijn aangeslagen door de ziekenhuisopname van Jessie, en om de beurt gaat iedereen haar bezoeken. Louis wordt ondervraagd door de politie over de gebeurtenissen op de avond van de aanval op Jessie, en hij vertelt hen dat hij Julian toen zag, terwijl hij verondersteld werd aan boord van een trein naar Parijs te zitten. De band moet worden overgehaald om zonder Jessie te spelen voor de Christmas lunch in het Imperial Hotel en ze raken van slag als een groepje racistische Duitsers wegloopt tijdens de voorstelling. Maar de stemming knapt weer op als het nieuws komt dat Jessie wakker is geworden uit haar coma. Met Oud en Nieuw organiseert Lady Cremone een feestje op haar landgoed. Iedereen is verrast als Julian opduikt en vertelt dat hij in Frankrijk wat mogelijkheden om daar zaken te doen heeft onderzocht. De gasten gaan naar het dorp om de bekendmaking van het nieuwe jaar op een luidspreker mee te maken, en er is een vrolijke en romantische stemming. In het midden van het feest vertelt Louis aan Sarah dat hij Julian zag in het hotel in de nacht van de aanval op Jessie. Stanley neemt wraak op de racisten door in Louis binnen te smokkelen om te spelen bij een gelegenheid op de Duitse ambassade. De grap gaat briljant, maar de vreugde slaat al snel om in verdriet als het noodlot toeslaat. |
| 4 | 18 februari 2013  | De band treedt op bij een diner in het Imperial Hotel en Louis ontdekt dat Julian door een van zijn mede-vrijmetselaars is voorzien van een alibi voor de nacht dat Jessie werd aangevallen. Masterson koopt met behulp van Lady Cremone het Music Express magazine en maakt Stanley de nieuwe editor-in-chief. |
| 5 | 25 februari 2013  | Louis kan zich niet langer verstoppen op het kantoor van het Music Express magazine, dus daarom neemt Stanley hem mee naar een appartement in een buitenwijk om te ontsnappen aan de klopjacht. Louis moet wachten tot het donker, terwijl Stanley zijn paspoort gaat halen zodat hij het land kan verlaten. Terug in het Imperial Hotel merkt hij dat de reputatie van het hotel ernstig is beschadigd door de moord. Masterson koopt het nieuwe Music Express magazine en verrast Stanley door bekend te maken dat hij een grote beloning heeft uitgeloofd voor het vinden van Louis Lester. |
| 6 | 10 maart 2013     | Een bonusaflevering, getiteld "Seventh Hour" met (gespeelde) interviews van Stanley, de redacteur van Music Express magazine met de leden van de Louis Lester Band. |

## Filmlocaties
Er is onder andere gefilmd in het Grand Hotel en het Birmingham Council House, beide in Birmingham, voor de hotelscènes, het Black Country Living Museum in Dudley werd gebruikt voor een scène die speelt in een mijnwerkersdorp, en Ragley Hall in Warwickshire werd gebruikt als het landhuis van Lady Cremone. De spoorwegscènes in de eerste aflevering zijn gefilmd op de museumspoorlijn van de Bluebell Railway.